# Frejd

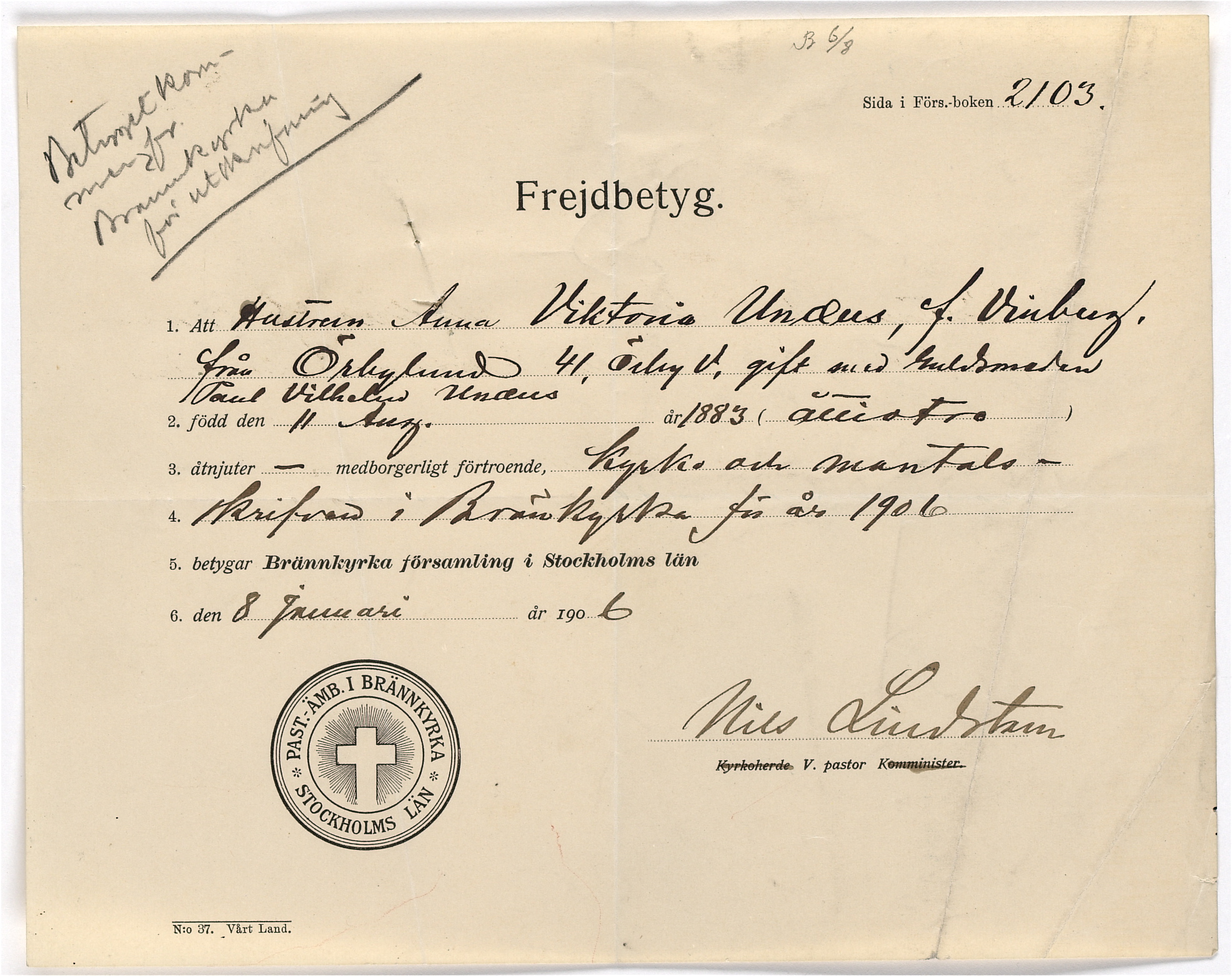
Svenskt frejdbetyg från 1906.

Frejd eller Frägd hade en viktig social betydelse i den nordiska historien och angav en persons anseende. Kyrkan hade som uppgift att registrera befolkningens frejd och på 1700-talet lagstiftades det att personer med dålig eller okänd frejd ej fick användas som vittnen vid rättegångar.
I svenska kyrkböcker kan man ofta hitta en speciell kolumn för kommentarer kring en persons frejd och där kan man hitta goda omdömen som ”god”, ”välfrägd”, ”artig”, ”ärlig”, ”anständig” liksom mindre goda som ”ryktas, hittills beskedlig”, ”oärlig”, ”ganska god” och ”omklagad”. Godtycket i anmärkningarna var givetvis en källa till makt för präster och arbetsgivare.
I Finland var registermyndigheten (för det mesta prästerskapet) förpliktigad att skriva frejdebetyg över personer i folkregistret.
Under 1800-talet skärptes en del lagar kring hanteringen av frejdbetygen och de användes vid anställningar och antagningsförfaranden till olika sällskap. Det juridiska begreppet frejd eller "förlust av medborgerligt förtroende" som det kallades på juridikspråk avskaffades år 1918 i Sverige[källa behövs] och år 1969 i Finland.
Ett exempel på hur viktigt frejd ansågs vara är Sveriges sista dödsdom den 14 maj 1910 mot rånmördaren Alfred Ander. Domen löd: "...att mista livet och vare medborgerligt förtroende för alltid förlustig..."
Att få sitt körkort indraget kan anses vara en kvarleva från frejdebegreppet, speciellt om brottet inte haft med olaglig bilkörning att göra, liksom det krav som finns i Finlands grundlag att ”ministrarna skall vara för redbarhet och skicklighet kända” (§ 60).